# Jacob Joseph Oettinger

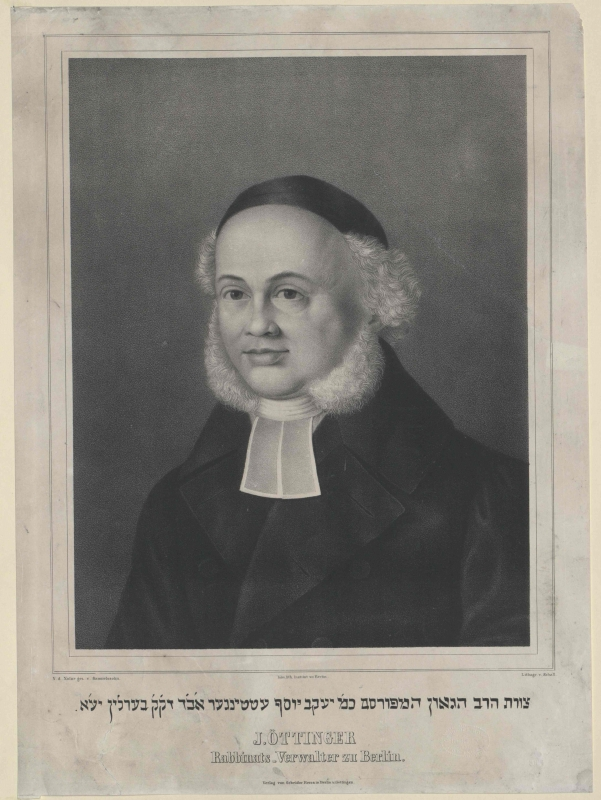
Jacob Joseph Oettinger 1840

Jacob Joseph Oettinger (hebräisch אטינגר, יעקב יוסף,) (geboren am 17. Juni 1780 in Glogau, Königreich Preußen; gestorben am 7. November 1860 in Berlin) war ein orthodoxer Berliner Prediger der Synagogengemeinde, Rabbinatsverweser, Dajan, Talmudist und Pädagoge.

## Leben und Werk
Jacob Joseph Oettinger wurde am 17. Juni 1780 als Sohn von Mordechai Oettinger in Glogau geboren. Seine Ausbildung erfolgte beim Ortsrabbiner Hirsch Samotsch, hier stand besonders die rabbinische Literatur im Vordergrund. Nach seiner talmudischen Ausbildung übernahm er 1801 die Glogauer Jeschiwa (Jüdische Schule) als Lehrer für die hebräische Sprache, den Talmud und die Bibel.
Im Jahre 1804 heiratete Oettinger Libe Rösel (geb. Sachs) (unbekannt; gestorben 1859 in Berlin); 1816 wurde er der Rabbiner von Glogau.

## Bekannte Schüler in Glogau (Auswahl)
Zu seinen Glogauern Schülern zählten bekannte Namen wie Rabbiner Michael Sachs, der Bibliograf Joseph Zedner (1804–1871), der Philologe Eduard Munk und der Orientalist Salomon Munk.

## Die Zeit in Berlin 1820–1860
Von der Berliner Gemeinde wurde er 1820 zum Dajan und Rabbiner berufen. In Berlin gab er Talmudunterricht an der Zacharias-Veitel-Ephraimschen Lehranstalt und anderen Stiftungseinrichtungen.
Nach dem Tod des Vize-Oberlandesrabbiners Meyer Simon Weyl Vorsitzender des Berliner rabbinischen Gerichtshofs, übernahm Jacob Joseph Oettinger die Stelle des Rabbinatsverwesers und hatte die Aufsicht über das Lehrer- und Rabbinerseminar von Jeremias Heinemann. Im Folgejahr 1827 gab er diese Tätigkeit aber wieder ab.
Oettinger war Vertreter des traditionellen Rabbinertums und wurde bei der Einweihung des neuen Jüdischen Friedhofs Schönhauser Allee am 29. Juni 1827 von Regierungsvertretern als Nachahmer christlicher Sitten verunglimpft. Er hatte seine Rede in hochdeutscher Sprache gehalten, hierin sah die Polizei, ironischerweise, eine unerlaubte Reform und erteilte ihm eine Rüge.
Zu seinen Amtsaufgaben gehörten auch, am 30. April 1839, bei der Einweihungsfeier des jüdischen Waisen-Erziehungs-Instituts für Knaben zu Berlin (gegründet von Baruch Auerbach) die Waisenkinder zu segnen. Er war verantwortlich für die Bar Mitzwa der Kinder, nahm Eheschließungen vor und verfasste die vorgeschriebenen aramäischen Eheverträge (Ketubba).
Seine Arbeit war auf die Vermittlerrolle zwischen Orthodoxie und Reform in der Jüdischen Gemeinde Berlin gerichtet. Gemeinsam mit seinem Kollegen, dem Bet-Midrasch-Rabbinatsassessor Elhanan Rosenstein (1796–1869), füllte er diese Rolle bis ins hohe Alter aus. Im März 1844 sollte unter der Leitung von Oettinger und Rosenstein ein neuer Religionslehrer und ein zweiter Rabbinatsassessor für ihre Gemeinde gewählt werden. Die Wahl fiel auf Michael Sachs, der aus Prag abberufen wurde. Sein damaliger Schüler aus der kleinen jüdischen Schule in Glogau konnte 21 von 26 Stimmen der Wahlkommission auf sich vereinigen.
Oft hatten sie mit Widerständen und offener Kritik zu kämpfen, zum Beispiel, in welcher Sprache die Predigten gehalten werden sollten (Jiddisch oder Hochdeutsch), ob Selbstmörder innerhalb des normalen Friedhofs begraben werden dürfen und ein spezielles Problem mit dem Ehrengrab von Samuel Holdheim, das Oettinger befürwortete. Holdheim erhielt 1847 das Amt des ersten Predigers der 1845 gegründeten Reformgenossenschaft zu Berlin, einer eigenständigen Gruppierung des Reformjudentums der Berliner jüdischen Gemeinde. Nach seinem Tode kam es zu Streitigkeiten innerhalb der Gemeinde, selbst mit Michael Sachs, ob er in der Ehrenreihe der Rabbiner begraben werden sollte.
Am 7. November 1860 starb Jacob Joseph Oettinger in seinem 81. Lebensjahr und wurde auf dem Jüdischen Friedhof Schönhauser Allee, neben seiner Frau Libe Rösel, beigesetzt.(Gräberverzeichnis A 1/41 und A 1/42)

## Bekannte Schüler in Berlin (Auswahl)
- Ahron Jonathan Messing (1840–1916)[15]
- Aron Salomo Nathanson (1813–1880)[16]
- Carl Heinemann (1802–1868)[17]
- Eliser Leiser Landshuth (1817–1887) (Pseudonym Eli Rust)[18]
- Levi Herzfeld[19]
- Louis Roth[20]
- Mayer Messing (1843–1930)[21]
- Moses Mielziner[22]
- Wolf Aloys Meisel (1815–1867)[23]
- Wolf Landau[24]